# Обобщённый метод наименьших квадратов
Обобщённый метод наименьших квадратов (ОМНК, GLS — англ. Generalized Least Squares) — метод оценки параметров регрессионных моделей, являющийся обобщением классического метода наименьших квадратов. Обобщённый метод наименьших квадратов сводится к минимизации «обобщённой суммы квадратов» остатков регрессии — {\displaystyle e^{T}We}, где {\displaystyle e} — вектор остатков, {\displaystyle W} — симметрическая положительно определенная весовая матрица. Обычный МНК является частным случаем обобщённого, когда весовая матрица пропорциональна единичной.
Необходимо отметить, что обычно обобщённым методом наименьших квадратов называют частный случай, когда в качестве весовой матрицы используется матрица, обратная ковариационной матрице случайных ошибок модели.

## Сущность обобщённого МНК
Известно, что симметрическую положительно определенную матрицу можно разложить как {\displaystyle W=P^{T}P}, где P- некоторая невырожденная квадратная матрица. Тогда обобщённая сумма квадратов может быть представлена как сумма квадратов преобразованных (с помощью P) остатков {\displaystyle (Pe)^{T}Pe}. Для линейной регрессии {\displaystyle y=Xb+\varepsilon } это означает, что минимизируется величина:
{\displaystyle [P(y-Xb)]^{T}[P(y-Xb)]=(Py-PXb)^{T}(Py-PXb)=(y^{*}-X^{*}b)^{T}(y^{*}-X^{*}b)~,}
где {\displaystyle y^{*}=Py~,~X^{*}=PX}, то есть фактически суть обобщённого МНК сводится к линейному преобразованию данных и применению к этим данным обычного МНК. Если в качестве весовой матрицы {\displaystyle W} используется обратная ковариационная матрица {\displaystyle V} случайных ошибок {\displaystyle \varepsilon } (то есть {\displaystyle W=V^{-1}}), преобразование P приводит к тому, что преобразованная модель удовлетворяет классическим предположениям (Гаусса-Маркова), следовательно оценки параметров с помощью обычного МНК будут наиболее эффективными в классе линейных несмещенных оценок. А поскольку параметры исходной и преобразованной модели одинаковы, то отсюда следует утверждение — оценки ОМНК являются наиболее эффективными в классе линейных несмещенных оценок (теорема Айткена). Формула обобщённого МНК имеет вид:
{\displaystyle {\hat {b}}_{GLS}=(X^{T}V^{-1}X)^{-1}X^{T}V^{-1}y}
Ковариационная матрица этих оценок равна:
{\displaystyle V({\hat {b}}_{GLS})=(X^{T}V^{-1}X)^{-1}}

## Доступный ОМНК (FGLS, Feasible GLS)
Проблема применения обобщённого МНК заключается в неизвестности ковариационной матрицы случайных ошибок. Поэтому на практике используют доступный вариант ОМНК, когда вместо V используется её некоторая оценка. Однако, и в этом случае возникает проблема: количество независимых элементов коварационной матрицы равно {\displaystyle n(n+1)/2}, где {\displaystyle n}-количество наблюдений (для примера — при 100 наблюдениях нужно оценить 5050 параметров!). Следовательно, такой вариант не позволит получить качественные оценки параметров. На практике делаются дополнительные предположения о структуре ковариационной матрицы, то есть предполагается, что элементы ковариационной матрицы зависят от небольшого числа неизвестных параметров {\displaystyle \theta }. Их количество должно быть намного меньше числа наблюдений. Сначала применяется обычный МНК, получают остатки, затем на их основе оцениваются указанные параметры {\displaystyle \theta }. С помощью полученных оценок оценивают ковариационную матрицу ошибок и применяют обобщённый МНК с этой матрицей. В этом суть доступного ОМНК. Доказано, что при некоторых достаточно общих условиях, если оценки {\displaystyle \theta } состоятельны, то и оценки доступного ОМНК будут состоятельны.

## Взвешенный МНК
Если ковариационная матрица ошибок диагональная (имеется гетероскедастичность ошибок, но нет автокорреляции), то обобщённая сумма квадратов является фактически взвешенной суммой квадратов, где веса обратно пропорциональны дисперсиям ошибок. В этом случае говорят о взвешенном МНК (ВМНК, WLS, Weighted LS). Преобразование P в данном случае заключается в делении данных на среднеквадратическое отклонение случайных ошибок. К взвешенным таким образом данным применяется обычный МНК.
Как и в общем случае, дисперсии ошибок неизвестны и их необходимо оценить из тех же данных. Поэтому делают некоторые упрощающие предположения о структуре гетероскедастичности.

### Дисперсия ошибки пропорциональна квадрату некоторой переменной
В этом случае собственно диагональными элементами являются величины, пропорциональные этой переменной (обозначим её Z) . Причем коэффициент пропорциональности не нужен для оценки. Поэтому фактически процедура в данном случае следующая: разделить все переменные на Z (включая константу, то есть появится новая переменная 1/Z). Причем Z может быть одной из переменных самой исходной модели (в этом случае в преобразованной будет константа). К преобразованным данным применяется обычный МНК для получения оценок параметров:

### Однородные группы наблюдений
Пусть имеется n наблюдений разбитых на m однородных групп, внутри каждой из которых предполагается одинаковая дисперсия. В этом случае сначала модель оценивают обычным МНК и находят остатки. По остаткам внутри каждой группы оценивают дисперсии {\displaystyle \sigma _{j}^{2}~,~j=1..m} ошибок групп как отношение сумм квадратов остатков к количеству наблюдений в группе. Далее данные каждой j-й группы наблюдений делятся на {\displaystyle \sigma _{j}} и к преобразованным подобным образом данным применяется обычный МНК для оценки параметров.

## ОМНК в случае автокорреляции
Если случайные ошибки подчиняются AR(1) модели {\displaystyle \varepsilon _{t}=r\varepsilon _{t-1}+u_{t}}, то без учета первого наблюдения преобразование P будет заключаться в следующем: из текущего значения переменных отнимаются предыдущие, умноженные на {\displaystyle r}:
{\displaystyle {\begin{cases}y_{t}^{*}=y_{t}-ry_{t-1}\\x_{t}^{*}=x_{t}-rx_{t-1}\\b_{i}^{*}=b_{i},i>0\\b_{0}^{*}=b_{0}(1-r)\end{cases}}}
Данное преобразование называется авторегрессионным преобразованием. Для первого наблюдения применяется поправка Прайса — Уинстена — данные первого наблюдения умножаются на {\displaystyle {\sqrt {1-r^{2}}}}. Случайная ошибка преобразованной модели равна {\displaystyle u_{t}}, которая по предположению есть белый шум. Следовательно применение обычного МНК позволит получить качественные оценки такой модели.
Поскольку коэффициент авторегрессии неизвестен, то применяются различные процедуры доступного ОМНК.

### Процедура Кохрейна-Оркатта
Шаг 1. Оценка исходной модели методом наименьших квадратов и получение остатков модели.
Шаг 2. Оценка коэффициента автокорреляции остатков модели (формально её можно получить также как МНК-оценку параметра авторегрессии во вспомогательной регрессии остатков {\displaystyle e_{t}=re_{t-1}+u_{t}})
Шаг 3. Авторегрессионное преобразование данных (с помощью оцененного на втором шаге коэффициента автокорреляции) и оценка параметров преобразованной модели обычным МНК.
Оценки параметров преобразованной модели и являются оценками параметров исходной модели, за исключением константы, которая восстанавливается делением константы преобразованной модели на 1-r. Процедура может повторяться со второго шага до достижения требуемой точности.

### Процедура Хилдрета — Лу
В данной процедуре производится прямой поиск значения коэффициента автокорреляции, которое минимизирует сумму квадратов остатков преобразованной модели. А именно задаются значения r из возможного интервала (-1;1) с некоторым шагом. Для каждого из них производится авторегрессионное преобразование, оценивается модель обычным МНК и находится сумма квадратов остатков. Выбирается тот коэффициент автокорреляции, для которого эта сумма квадратов минимальна. Далее в окрестности найденной точки строится сетка с более мелким шагом и процедура повторяется заново.

### Процедура Дарбина
Преобразованная модель имеет вид:
{\displaystyle y_{t}-ry_{t-1}=b_{0}(1-r)+\sum _{i=1}^{k}b_{j}(x_{tj}-rx_{t-1j})+\varepsilon _{t}-r\varepsilon _{t-1}}
Раскрыв скобки и перенеся лаговую зависимую переменную вправо получаем
{\displaystyle y_{t}=b_{0}(1-r)+ry_{t-1}+\sum _{j=1}^{k}b_{j}x_{tj}-\sum _{j=1}^{k}b_{j}rx_{t-1j}+\varepsilon _{t}-r\varepsilon _{t-1}}
Введем обозначения {\displaystyle b_{0}(1-r)=a_{0},~-rb_{j}=a_{j},~u_{t}=\varepsilon _{t}-r\varepsilon _{t-1}}. Тогда имеем следующую модель
{\displaystyle y_{t}=a_{0}+ry_{t-1}+\sum _{j=1}^{k}b_{j}x_{tj}+\sum _{j=1}^{k}a_{j}x_{t-1j}+u_{t}}
Данную модель необходимо оценить с помощью обычного МНК. Тогда коэффициенты исходной модели восстанавливаются как {\displaystyle {\hat {b}}_{0}={\hat {a}}_{0}/(1-{\hat {r}}),~{\hat {b}}_{j}=-{\hat {a}}_{j}/{\hat {r}}}.
При этом полученная оценка коэффициента автокорреляции может быть использована для авторегрессионного преобразования и применения МНК для этой преобразованной модели для получения более точных оценок параметров.